# Agrypnus hypnicola
Agrypnus hypnicola is een keversoort uit de familie kniptorren (Elateridae). De wetenschappelijke naam van de soort is voor het eerst geldig gepubliceerd in 1964 door Kishii.